# 王溥 (廣東參政)
王溥（?—?），字士淵，廣西行省桂林府（今廣西壯族自治區桂林市）人，元朝进士、明朝初期政治人物。

## 生平
元朝中进士。洪武末年，担任廣東參政，廉名有佳。其弟从家省亲，其下属与弟同船，赠予布袍。王溥听后命其归还。后糧運由海道通过时，多被淹没。王溥此后修建桥梁，改为车运，使军民方便。后被诬陷逮捕入狱，僚屬饋贐都不收受，并称：“我怎能因患难而改变为人呢？”后事情得到清白，返回其职。終年三十六歲。